# Broken Age
Broken Age é um Jogo eletrônico de aventura aponte e clique desenvolvido e publicado pela Double Fine. Broken Age foi o primeiro retorno do diretor de jogos Tim Schafer ao gênero desde Grim Fandango de 1998, e foi lançado para plataformas Microsoft Windows, macOS, Linux, iOS, Android, PlayStation 4, PlayStation Vita e Xbox One. O jogo foi desenvolvido em dois atos; o primeiro foi lançado em 28 de janeiro de 2014 (duas semanas antes para apoiadores do Kickstarter), e o segundo foi lançado em 28 de abril de 2015. Uma versão comercial do jogo completo para Windows, macOS e Linux, publicada pela Nordic Games, foi lançada em 28 de abril de 2015. Uma versão Nintendo Switch foi lançada em 13 de setembro de 2018.
Broken Age começou sob o título provisório Double Fine Adventure como um projeto financiado coletivamente no Kickstarter, promovido pela Double Fine e 2 Player Productions em fevereiro de 2012. Embora originalmente uma meta de apenas US$ 400.000 tenha sido definida para cobrir os custos de desenvolvimento e filmagem de documentários, Broken Age se tornou o maior projeto de videogame financiado coletivamente na época, arrecadando mais de US$ 3,45 milhões de mais de 87.000 apoiadores no mês. Continua a ser um dos projetos de financiamento coletivo de qualquer tipo com maior apoio, e o seu sucesso ajudou a estabelecer o Kickstarter e outros mecanismos de financiamento coletivo como uma alternativa viável ao capital de risco tradicional e ao financiamento de editores para títulos de videojogos de nicho. O desenvolvimento do jogo foi narrado por uma série episódica de documentários produzidos pela 2 Player Productions.

## Jogabilidade
Broken Age e um jogo de aventura de apontar e clicar, onde o personagem controlado pelo jogador pode ser direcionado para se mover pela tela, examinar objetos e conversar com personagens não-jogadores para aprender mais sobre o mundo do jogo. O jogo apresenta dois personagens jogáveis, cada um localizado em mundos aparentemente separados;  o jogador pode mudar de um personagem para outro através da interface do jogo a qualquer momento, mas fora isso esses personagens não interagem de forma direta. O jogo emprega ações sensíveis ao contexto em vez de usar listas de verbos como os primeiros jogos de aventura usariam, como Schafer afirmou que, em essência, "realmente sempre houve um verbo, que era 'interagir com'" e optou pela abordagem mais moderna. Cada personagem tem inventários de itens separados à medida que coleta objetos; os itens podem então ser usados arrastando-os para áreas sensíveis ao contexto na tela ou combinados com outros itens do inventário.

## Trama

### Ato 1
Broken Age conta a história de dois adolescentes sem nenhuma conexão imediatamente aparente, cada um “buscando quebrar a tradição em suas vidas".
Vella Tartine (dublada por Masasa Moyo) é uma jovem que vive em Badlands, uma terra devastada pelos Mogs, criaturas gigantes que vêm de além de uma parede chamada Represa da Peste. Aparecendo a cada quatorze anos, eles são apaziguados pelo sacrifício de meninas em diversas festas de donzelas realizadas em várias aldeias. Vella é escolhida para ser sacrificada a Mog Chothra no banquete em sua cidade natal, Sugar Bunting (anteriormente uma cidade composta por guerreiros chamados Steel Bunting), mas conclui que se o monstro pudesse ser morto, os rituais poderiam ser encerrados.  Ela encontra uma maneira de escapar da fera e acaba em Meriloft, uma pequena colônia que fica em um aglomerado de nuvens semissólidas. Eles estão lidando com as consequências de sua própria festa, afirmando sua crença de que os ritos são desastrosos para seu povo e deveriam ser encerrados. Ela então segue para uma cidade portuária próxima, Shellmound, onde eles estão se preparando para seu próprio banquete. Lá ela descobre o templo do Deus Olho Morto, que acaba sendo uma antiga nave espacial, a Maloruna, semienterrada na areia. Ela consegue acordar seu piloto, Alex, de sua estase de trezentos anos, e ele a ajuda a equipar o sistema de varredura da nave para disparar um laser em Mog Chothra quando ele aparecer para o Banquete. O plano de Vella funciona e ela consegue derrubar a criatura.
Shay Volta (dublado por Elijah Wood) é um jovem e aparentemente o único passageiro da nave Bossa Nostra (Bassinostra), uma "nave incubadora". O computador da nave possui duas inteligências artificiais (IAs). A IA diurna do computador, chamada "MOM", atua como uma figura materna para Shay, ocupando-o com "missões" infantis e rotinas chatas, ao mesmo tempo que o impede de aprender ou explorar qualquer coisa além do exterior da nave. A IA noturna do computador. atua como uma figura paterna para Shay e compreende melhor o desejo de independência de Shay, mas parece estar muito ocupado para passar tempo com Shay. O computador diz a Shay que ele faz parte da Operação Dandelion, um último esforço de seu planeta natal, Loruna, para protegê-lo após a destruição do planeta e tentar encontrar um lar para ele.  Após um breve encontro com um passageiro clandestino desconhecido, Shay foge para as entranhas do navio, descobrindo que o passageiro clandestino é um homem fantasiado de lobo chamado Marek. Marek afirma que, sem o seu conhecimento, uma guerra está acontecendo na galáxia e ele precisa da ajuda de Shay para salvar algumas criaturas inocentes que, como resultado, foram aprisionadas em diferentes áreas da galáxia.  Marek guia Shay através de várias missões contra o conhecimento e controle do computador, tentando resgatar várias criaturas em cada local, antes que sejam descobertas por uma força inimiga.  Durante um desses resgates, Shay se recusa a deixar a última criatura para trás, fazendo com que o navio seja atacado e prendendo Marek debaixo de uma pilha de destroços.  No caos que se seguiu, Shay fica inconsciente.
O Ato 1 termina quando Vella, indo até Mog Chothra abatido, descobre que o monstro é mecânico. Shay emerge confuso de dentro, revelando que na verdade ele não estava no espaço sideral e que estava controlando involuntariamente Mog Chothra. Confuso, Vella tenta dar um soco em Shay, mas erra e cai na boca de Mog Chothra. A boca se fecha atrás dela, deixando os dois presos no mundo um do outro, sem saber o que fazer no novo ambiente.

### Ato 2
shay, preso fora de mog chothra, percebe que os "ais" do navio são na verdade seus verdadeiros pais;  seu pai, Ray Volta, preso do lado de fora com Shay, avisa que sua mãe ainda está presa lá dentro.  enquanto Ray tenta encontrar um caminho de volta para dentro, Shay, recuperado do choque do mundo exterior, começa a olhar ao redor quando o navio decola, encalhando-os ali. Shay conhece Alex, descobrindo que ele já foi sujeito da Operação Dente-de-leão. Alex nasceu em seu navio, o Maloruna, um cruzador dente-de-leão da era do diamante. Seus pais nunca lhe mostraram nenhuma foto de loruna. Eles viveram cerca de 20 anos após o acidente (280 anos atrás) e depois morreram com três meses de diferença um do outro; o falecimento deles foi uma das razões pelas quais ele entrou em crisolação. Antes da queda de sua nave, Alex tinha um violoncelo falante chamado Marek, que lhe disse para hackear os controles e resgatar criaturas inocentes, assim como Shay, que percebe que eles estavam realmente capturando garotas.
Shay se oferece para ajudar a consertar o navio de Alex para retornar a Loruna, para onde Alex acredita que o navio de Shay está indo. Enquanto isso, vella (tendo reativado acidentalmente o piloto automático do computador) entra na nave e encontra Marek, que ainda está preso sob os escombros. Marek orienta Vella a entrar na sala de controle para impedir a mãe de Shay, Hope Volta. Vella finge que é shay para enganar sua mãe para que abra a porta, mas os dois são rapidamente trancados lá dentro por Marek, que se revela ser Marekai, membro de uma raça chamada tordo. Marekai disse que o mundo deles estava morrendo, então ela saiu e encontrou a salvação, como muitos antes dela: seus navios eram os Mogs. Acontece que Loruna não é um planeta, mas um império além da Represa da Peste, enquanto ele dirige a nave para entregar Vella lá. Enquanto isso, Shay atravessa Shellmound e Meriloft para encontrar peças para consertar a nave de Alex e voltar para Loruna. Ele refaz a jornada de Vella e conversa com as pessoas com quem ela interagiu no Ato 1 e com sua família, enquanto eles a procuram.
De volta ao lado de Vella, Vella liberta a si mesma e a Hope, e a verdadeira natureza da Operação Dente-de-Leão é revelada: o Tordo, acreditando que o resto dos seres do planeta estão cheios de doenças, barricou-se com os humanos que eles governam além da Peste. Dam, e ao longo das gerações, modificaram seu DNA humano normal para se tornarem "superiores", mas também perderam certas características necessárias para a sobrevivência. O Projeto Dente-de-Leão tem sido usado para enviar crianças humanas com sintonia única de sua população humana normal, que poderiam localizar uma donzela especial através das Festas da Donzela para "verificar" sua linhagem.  Vella foi aquela que Shay selecionou entre as outras Donzelas (que estão vivas, mas mantidas em cativeiro), e o Tordo está planejando matá-la para incorporar sua genética à deles.
Conhecendo seu destino potencial, Vella cria uma bomba a partir do núcleo de energia da nave para destruir o hangar onde todas as naves Mog são mantidas. Depois de plantar a bomba, Hope e Vella prepararam sua nave para escapar. Enquanto isso, com os reparos concluídos, Shay ajuda Alex a reativar sua nave e eles traçam um rumo direto para a Represa da Peste, acompanhados pelo pai de Shay e pela família de Vella. Logo do lado de fora do portão, as duas naves colidem e o Thrush começa a atacar as naves, que ficam ambas presas no piloto automático. Shay e Vella trabalham juntos para causar o superaquecimento do reator da nave de Alex, derretendo as duas naves. Todos, exceto Shay, escapam, e Vella e Hope o encorajam a pular para um lugar seguro;  Shay salta, errando por pouco uma saliência, mas é salvo pelo nobre sacrifício de um de seus robôs, Grabbin' Gary.  Os navios fundidos logo se solidificam, formando uma ponte entre o continente e a Barragem da Peste. hay e Vella finalmente se conhecem. Depois de um momento de hesitação, eles sorriem um para o outro.
Shay se oferece para ajudar a consertar o navio de Alex para retornar a Loruna, para onde Alex acredita que o navio de Shay está indo.  enquanto isso, vella (tendo reativado acidentalmente o piloto automático do computador) entra na nave e encontra Marek, que ainda está preso sob os escombros.  Marek orienta Vella a entrar na sala de controle para impedir a mãe de Shay, Hope Volta.  vella finge que é shay para enganar sua mãe para que abra a porta, mas os dois são rapidamente trancados lá dentro por Marek, que se revela ser Marekai, membro de uma raça chamada tordo.  marekai disse que o mundo deles estava morrendo, então ela saiu e encontrou a salvação, como muitos antes dela: seus navios eram os Mogs.  Acontece que Loruna não é um planeta, mas um império além da Represa da Peste, enquanto ele dirige a nave para entregar Vella lá.  Enquanto isso, Shay atravessa Shellmound e Meriloft para encontrar peças para consertar a nave de Alex e voltar para Loruna.  Ele refaz a jornada de Vella e conversa com as pessoas com quem ela interagiu no Ato 1 e com sua família, enquanto eles a procuram.
De volta ao lado de Vella, Vella liberta a si mesma e a Hope, e a verdadeira natureza da Operação Dente-de-Leão é revelada: o Tordo, acreditando que o resto dos seres do planeta estão cheios de doenças, barricou-se com os humanos que eles governam além da Peste.  Dam, e ao longo das gerações, modificaram seu DNA humano normal para se tornarem "superiores", mas também perderam certas características necessárias para a sobrevivência.  O Projeto Dente-de-Leão tem sido usado para enviar crianças humanas com sintonia única de sua população humana normal, que poderiam localizar uma donzela especial através das Festas da Donzela para "verificar" sua linhagem.  Vella foi aquela que Shay selecionou entre as outras Donzelas (que estão vivas, mas mantidas em cativeiro), e o Tordo está planejando matá-la para incorporar sua genética à deles.
Conhecendo seu destino potencial, Vella cria uma bomba a partir do núcleo de energia da nave para destruir o hangar onde todas as naves Mog são mantidas.  Depois de plantar a bomba, Hope e Vella prepararam sua nave para escapar.  Enquanto isso, com os reparos concluídos, Shay ajuda Alex a reativar sua nave e eles traçam um rumo direto para a Represa da Peste, acompanhados pelo pai de Shay e pela família de Vella.  Logo do lado de fora do portão, as duas naves colidem e o Thrush começa a atacar as naves, que ficam ambas presas no piloto automático.  Shay e Vella trabalham juntos para causar o superaquecimento do reator da nave de Alex, derretendo as duas naves.  Todos, exceto Shay, escapam, e Vella e Hope o encorajam a pular para um lugar seguro;  Shay salta, errando por pouco uma saliência, mas é salvo pelo nobre sacrifício de um de seus robôs, Grabbin' Gary.  Os navios fundidos logo se solidificam, formando uma ponte entre o continente e a Barragem da Peste.  Shay e Vella finalmente se conhecem.  Depois de um momento de hesitação, eles sorriem um para o outro.
Na sequência de créditos, é mostrado que o Thrush é deposto do poder, a Represa da Peste é demolida e os humanos de Loruna e Badlands formam uma aliança pacífica.  Muitas imagens nos créditos incluem pessoas, animais e máquinas notáveis mostrados ao longo do jogo vivendo vidas muito melhores.

## Desenvolvimento

### Anúncio e arrecadação de fundos

Arte promocional usada para divulgar o projeto no Kickstarter, com o logotipo do bebê de duas cabeças Double Fine, usado como parte das recompensas para apoiadores do Kickstarter

Double Fine Adventure foi anunciado por meio de um projeto Kickstarter iniciado em 8 de fevereiro de 2012. A ideia surgiu depois que Tim Schafer da Double Fine foi entrevistado para o próximo documentário financiado pelo Kickstarter da 2 Player Productions sobre o jogo Minecraft. Após a entrevista, Schafer e 2 Player discutiram a ideia da produtora filmar um documentário sobre Double Fine como projeto futuro. Double Fine já tinha experiência como estúdio sendo filmado durante o desenvolvimento de Psychonauts para um episódio da série G4 TV de Icons. Quando a 2 Player concluiu o projeto Minecraft, por volta de novembro de 2011, eles queriam criar um documentário mais aprofundado, reconhecendo que a Double Fine tinha o tipo certo de ambiente onde tal documentário seria possível. Os dois estúdios começaram a trabalhar nas especificidades do projeto, mas Schafer percebeu que a interferência do editor tornaria impossível um retrato honesto do desenvolvimento do jogo. A Double Fine não tinha recursos para autofinanciar um jogo e a 2 Player não tinha capacidade para financiar o filme, então as duas empresas optaram por financiar coletivamente o projeto no Kickstarter, um método que Schafer viu usado com sucesso para arrecadar quantias muito menores para  desenvolvedores de jogos independentes. A criação de um novo jogo foi inicialmente considerada "uma espécie de nota lateral" por Schafer para acomodar a filmagem do documentário.
O gênero de jogo de aventura foi selecionado para oferecer ao público um produto que não existiria sem o seu apoio e ajudar a distinguir o projeto do trabalho financiado pela editora do desenvolvedor. Schafer, um veterano da LucasArts, há muito tempo é associado a jogos de aventura, um gênero que há muito tempo é estigmatizado como um nicho comercial, principalmente desde o lançamento do próprio jogo Grim Fandango de Schafer. Em sua apresentação ao público, Schafer argumentou que seria muito difícil conseguir financiamento para tal projeto, afirmando: "Se eu fosse a uma editora agora e lançasse um jogo de aventura, eles ririam da minha cara." Ron Gilbert, outro ex-designer de jogos de aventura da LucasArts na Double Fine, há muito expressa esse sentimento, escrevendo em seu blog pessoal: "Por experiência própria, posso dizer que se você pronunciar as palavras" jogo de aventura "em um. Ao se encontrar com uma editora, você pode simplesmente empacotar sua arte conceitual sofisticada e ir embora. Você teria uma reação melhor se anunciasse que tem a praga."  Schafer explicou que o jogo não será um trabalho de "museu" ou "nostalgia", mas sim "Será novo e moderno e parecerá como o próximo jogo teria sido se eu tivesse feito um logo após Grim Fandango".
A unidade Kickstarter foi lançada no início de fevereiro de 2012 para que, independentemente de seu sucesso, Schafer pudesse falar sobre isso durante a Conferência de Desenvolvedores de Jogos de 2012 no início de março. A Double Fine estabeleceu a meta para o projeto em US$ 400 mil, sendo US$ 100 mil alocados para a produção do filme e US$ 300 mil para o jogo.  Embora este tenha sido o maior objetivo de qualquer projeto de jogo já no Kickstarter, foi o orçamento mais baixo com o qual a empresa trabalhou e uma pequena fração do orçamento dos jogos para download anteriores da empresa, que custaram cerca de US$ 2 milhões. Schafer admitiu que um jogo feito para esse orçamento seria "prejudicado" e que o orçamento foi escolhido porque era o mínimo absoluto para o qual ele pensava que poderia fazer um jogo de aventura. Os dois haviam originalmente previsto um orçamento total de US$ 200.000, um custo típico para um jogo iOS, mas Schafer tinha dúvidas se a Double Fine poderia entregar um jogo por um custo tão baixo.
Vários incentivos foram dados para aqueles que doaram US$ 15 ou mais, incluindo o jogo em si, acesso beta antecipado do jogo, acesso a áreas privadas da comunidade para discutir o jogo, impressões e convites para se reunir com a equipe da Double Fine. Outras recompensas foram adicionadas por meio de uma segunda atualização duas semanas após o início do esforço, incluindo trilhas sonoras digitais, cópias físicas do jogo e do documentário e um livro de arte. Ao lançar o projeto Kickstarter, a Double Fine afirmou ser o primeiro grande estúdio a utilizar o modelo para o financiamento de um jogo.
Em nove horas, o projeto Kickstarter ultrapassou a meta de US$ 400 mil. Em 24 horas, ultrapassou US$ 1 milhão. À medida que os fundos arrecadados se aproximavam de US$ 1,35 milhão, Schafer observou que o total já havia excedido o orçamento para Day of the Tentacle (US$ 600.000) e estava se aproximando do orçamento para Full Throttle (US$ 1,5 milhão).  O Kickstarter declarou no dia seguinte ao seu início que o esforço Double Fine é o de maior sucesso até o momento, tendo atraído mais apoiadores do que qualquer esforço anterior na história do site. enquanto outros notaram que é o segundo projeto – sendo o projeto Elevation Dock o primeiro  – alcançar mais de US$ 1 milhão em financiamento através do Kickstarter. O projeto Double Fine ultrapassou a marca de US$ 2 milhões em 20 de fevereiro de 2012, doze dias após o início da arrecadação de fundos. O Kickstarter fechou em 13 de março com mais de US$ 3,3 milhões de mais de 87.000 apoiadores e com outros US$ 110.000 prometidos por patrocinadores premium como Days of Wonder e Alex Rigopulos. Schafer afirmou que o financiamento total foi quase o mesmo que o orçamento para seus títulos anteriores para download, Costume Quest e Stacking, bem como seu jogo anterior da LucasArts, Grim Fandango.
A página do Kickstarter foi atualizada com a promessa de que fundos adicionais seriam destinados ao aumento dos valores de produção do jogo e do filme e à implantação em plataformas adicionais. Uma atualização posterior de Schafer afirmou que o financiamento adicional apoiará o desenvolvimento das plataformas: macOS e Linux e dispositivos móveis iOS e Android. Além disso, o jogo terá dublagem para a versão em inglês e incluirá localização de texto para os idiomas francês, alemão, italiano e espanhol. Schafer também afirmou que uma versão gratuita do jogo gerenciamento de direitos digitais estará disponível após o lançamento. Com o financiamento adicional para melhores valores de produção, Schafer estimou que provavelmente levaria cerca de um ano para completar o jogo, perdendo o lançamento original previsto para outubro de 2012. Um lançamento no segundo trimestre de 2013 foi estimado pela Double Fine, mais tarde adiado para setembro de 2013. No D.I.C.E.  Summit de 2013, Double Fine e Ouya anunciaram uma parceria, garantindo que o console Ouya seria o único console de jogos para o qual Double Fine Adventure seria lançado em seu lançamento, além de versões para computadores pessoais.
Após o Kickstarter, a Double Fine lançou um programa de "apoiadores preguiçosos", que permitiria aos jogadores pré-encomendar o jogo através de seu site a um custo fixo, dando-lhes acesso ao documentário e às versões beta do jogo assim que fossem lançados. A opção de patrocinador mais preguiçoso também foi oferecida como parte do Double Fine Humble Bundle em maio de 2013 para aqueles que compraram o pacote por um nível de preço fixo.

### Desenvolvimento de jogos
Broken Age começou a ser desenvolvido sob o codinome "Reds", em homenagem a Red's Place, seguindo a tradição da Double Fine de basear codinomes em bares locais de Chinatown. Como Schafer não havia escrito nada quando o desenvolvimento começou, os primeiros esforços se concentraram na criação de um motor de jogo, estilo artístico e respostas a questões técnicas. A plataforma de jogo de código aberto Moai foi escolhida como base para o motor do jogo. Nathan Martz, diretor técnico da Double Fine, afirmou que a natureza de código aberto do Moai lhes permitiu alterar facilmente qualquer aspecto da base de código, ao mesmo tempo que suportava todas as plataformas alvo.
Os programadores criaram um jogo de teste envolvendo um robô vermelho, enquanto os artistas criaram um cenário de teste simulado para estabelecer um estilo de arte e animação inspirado nas ilustrações artísticas do artista principal Nathan Stapley, bem como para elaborar respostas a questões básicas de interface. Uma sequência envolvendo um personagem lenhador sem nome e uma cabana na floresta foi criada e a equipe decidiu usar um sistema de animação esquelética usando personagens 2D segmentados. Depois que Schafer estabeleceu o enredo básico envolvendo as histórias que se cruzam de um menino em um mundo de ficção científica e uma menina em um mundo de fantasia artistas conceituais foram reunidos para um "art jam" para debater e produzir arte conceitual para as criaturas do jogo e Localizações. Schafer também pediu ideias à comunidade, várias das quais foram ilustradas pelos artistas conceituais.
Schafer reavaliou o estado do projeto em julho de 2013 e reconheceu que, no ritmo atual, eles não seriam capazes de completar o jogo até 2015. Pela primeira vez na história da empresa, a Double Fine decidiu contar com a ajuda dum estúdio externo. contratando a SuperGenius para auxiliar com arte e animação. A Double Fine também percebeu que os fundos do Kickstarter acabariam antes de 2015, exigindo que reduzissem drasticamente o projeto ou alterassem seus planos de lançamento. Schafer optou por ajustar o calendário e dividir o jogo em dois atos, permitindo-lhes financiar o segundo ato com o dinheiro obtido com as vendas do primeiro. Eles notaram que dividir o jogo em metades se ajustaria naturalmente aos eventos que já ocorriam no meio da história, tornando a divisão relativamente simples do ponto de vista da produção.
A primeira versão jogável do jogo foi lançada na plataforma Steam's Early Access em janeiro de 2014, permitindo à Double Fine obter receitas de vendas para financiar o desenvolvimento restante, ao mesmo tempo que ganhava informações adicionais de testes antes de lançar uma versão final do primeiro ato. A reação inicial a este anúncio levou Schafer a esclarecer que eles não estavam pedindo mais dinheiro para desenvolver o título, e que "estamos usando nosso próprio dinheiro para entregar um jogo maior do que o que iniciamos". No final, o primeiro ato foi considerado completo e polido o suficiente para passar do Acesso Antecipado em 28 de janeiro, com a segunda metade sendo lançada como uma atualização gratuita no final do ano.  Em fevereiro de 2014, Schafer confirmou que havia obtido o suficiente com as vendas do Ato 1 para concluir o desenvolvimento e lançamento do Ato 2.
Em outubro de 2014, o produtor Greg Rice anunciou que Schafer havia terminado de escrever o segundo ato e o final do jogo. Embora o lançamento do segundo ato estivesse previsto para 2014, Schafer anunciou em novembro de 2014 que precisava de mais tempo para garantir que a qualidade do Ato 2 atendesse às expectativas e adiou o lançamento. Double Fine conseguiu usar o feedback do lançamento do primeiro ato para melhorar e alterar alguns aspectos do segundo.  Uma reclamação do primeiro ato foi a natureza simples de seus quebra-cabeças, cuja dificuldade Double Fine aumentou para o Ato 2. A equipe também incluiu um aceno a uma teoria dos fãs que havia crescido em relação à relação entre Shay e Alex como uma piada corrida no segundo. O final do jogo foi planejado desde o início, antes do jogo ser dividido em Atos; Schafer disse que teve influência nos créditos finais de My Neighbor Totoro, que fornece um epílogo na forma de desenhos simples ao lado dos créditos correntes, para contar o destino de todos os personagens. Ele preferiu isso para que o final narrativo do jogo antes dos créditos pudesse ser focado apenas em Vella e Shay, em vez de fazer com que cada personagem parecesse falar uma fala ou explicar seu destino.
Uma versão comercial do jogo, contendo ambos os atos, para plataformas Windows, macOS e Linux será publicada através de parceria com a Nordic Games, que ajudou a trazer lançamentos de varejo dos jogos anteriores da Double Fine em 2014. A versão comercial será lançada perto o lançamento do Ato 2 para outras plataformas. A Limited Run Games publicará edições de varejo para PlayStation 4 e PlayStation Vita em junho de 2017.
Vários dubladores que trabalharam em jogos anteriores da Double Fine dublaram personagens de Broken Age, incluindo Jennifer Hale, Richard Horvitz, Nick Jameson, Nicki Rapp, Ginny Westcott e Jack Black. Outros dubladores incluem Elijah Wood, Pendleton Ward, Wil Wheaton e Masasa Moyo. Alex Rigopulos, o maior patrocinador da campanha Kickstarter, deu voz a um personagem que foi desenhado à sua semelhança; Schafer decidiu tornar o personagem efetivamente a mesma pessoa que Rigopulos era tanto em termos quanto em aparência para minimizar a quantidade de dublagem que Rigopulos precisaria fazer. Days of Wonder foi o segundo maior patrocinador e, por meio deles, Double Fine incluiu o personagem do maestro dos jogos Ticket to Ride do Days of Wonder como parte de uma das salas de missão de Shay.
Peter McConnell, que trabalhou com Schafer em muitos de seus jogos anteriores, compôs a música para Broken Age.  Inicialmente McConnell planejou usar apenas um pequeno conjunto para a partitura musical, mas, à medida que o desenvolvimento do jogo avançava, ele percebeu que algumas partes precisavam de um som orquestral maior. A partitura foi finalmente gravada por conjuntos de sopros e cordas em São Francisco e pela Orquestra Sinfônica de Melbourne, com McConnell supervisionando a última sessão de gravação com o mixer Jory Prum remotamente de Fairfax, Califórnia. A trilha sonora do primeiro ato foi lançada como trilha sonora no mesmo dia em que a primeira metade do jogo foi disponibilizada publicamente. A trilha sonora foi lançada em vinil em setembro de 2016.
Durante a E3 2018, Schafer anunciou que Broken Age estará disponível no Switch ainda naquele ano, junto com a versão remasterizada de Grim Fandango.

### Documentário
O processo de desenvolvimento de Broken Age foi gravado pela 2 Player Productions como parte do projeto Kickstarter. Em 2011, Paul Owens da 2 Player Productions escreveu um e-mail para Greg Rice e Tim Schafer da Double Fine Productions com a proposta de fazer uma série de documentários traçando o desenvolvimento de um jogo do começo ao fim. Uma parte do dinheiro do Kickstarter foi reservada para o documentário. O documentário estava originalmente disponível apenas para patrocinadores, mas a partir de março de 2015 a empresa passou a disponibilizar os episódios gratuitamente para o YouTube. O documentário recebeu elogios por ser uma visão honesta e aberta do processo de desenvolvimento do jogo.

## Recepção
O primeiro ato do jogo foi bem recebido pela crítica, marcando 82/100 no site de agregação de críticas Metacritic. Adam Sessler da Rev3Games deu a Broken Age Act 1 uma nota 4/5, chamando-o de um belo jogo com uma escrita maravilhosa e engraçada. Justin McElroy, do Polygon destacou os personagens do jogo como "fundamentados ao abordar o absurdo e a adversidade com sinceridade corajosa e sincera", dando ao jogo um "tipo de profundidade que tantas vezes falta em outros jogos 'engraçados'". Um mês após o lançamento do primeiro ato, Schafer confirmou que suas vendas seriam suficientes para cobrir os custos restantes de desenvolvimento do Ato 2.
O Ato 2, lançado mais de um ano depois, recebeu uma resposta geral semelhante, com uma pontuação do Metacritic de 73/100. apesar disso, muitos críticos viram o segundo ato como uma decepção após o sucesso do primeiro: John Walker do Rock Paper Shotgun elogiou a arte e a dublagem, mas criticou o Ato 2 por sua reutilização de locações do Ato 1 e final sem brilho, acompanhando sua revisão com um longo artigo expandindo suas críticas à história. Outros críticos tiveram reclamações semelhantes, incluindo Justin McElroy, que em uma atualização de sua revisão inicial do Ato 1, ficou desapontado com muitos enigmas na segunda metade. Ele também repetiu uma crítica comum à dificuldade frustrante dos quebra-cabeças, que muitos críticos consideraram muito mais difíceis do que no Ato 1, especialmente se os jogadores tentassem resolvê-los sem repetir a primeira metade.

### Impacto
O sucesso da campanha de angariação de fundos estabeleceu o crowdsourcing como um desafio ao financiamento (e controlo) dos editores para projectos multimilionários. John Walker da Rock, Paper, Shotgun foi rápido em apontar que isso não representa uma grande ameaça para os editores em grande escala, mas acrescentou que forçaria os editores a se fazerem perguntas como “Estamos realmente em contato com os desejos do nosso público?". Johnny Cullen do VG247 comparou o Double Fine Kickstarter ao lançamento do álbum In Rainbows do Radiohead, que a banda vendeu através de seu site no modelo pague o que quiser antes da impressão física, sem a interferência de uma editora musical. Cullen observou que o modelo de crowdsourcing não funcionou anteriormente para alguns desenvolvedores de jogos e não espera que seja um sucesso garantido para esforços futuros, pois acredita que Double Fine é um estúdio único com uma base de fãs dedicada, aspectos que não são  compartilhado por todos os desenvolvedores.
Os comentários iniciais enquadraram amplamente a Double Fine como excepcional, citando a reputação da Double Fine, experiência com o gênero mal atendido, e histórico de dificuldade com financiamento da editora como razões pelas quais o caso da Double Fine foi único. Inicialmente, muitos permaneceram céticos de que tal nível de sucesso pudesse ser replicado. Schafer concordou ainda que o sucesso do Double Fine Kickstarter seria um tanto difícil de replicar para outros jogos, mesmo para Double Fine, pois exigiria que o projeto fosse "uma boa história para as pessoas apoiarem".
Os receios iniciais de que este sucesso fosse isolado foram dissipados à medida que surgiram novos projectos. Quando a campanha Double Fine Adventure foi encerrada, Brian Fargo da inXile Entertainment lançou um Kickstarter para financiar o desenvolvimento da sequência Wasteland 2, que atingiu sua meta de US$ 900.000 em financiamento em dois dias, e eventualmente arrecadou mais de US$ 2,9 milhões. Double Fine Adventure trouxe 61.692 novos usuários para o Kickstarter e aumentou muito a visibilidade e viabilidade da plataforma para financiamento de projetos de jogos. Nas seis semanas seguintes ao lançamento do Double Fine Adventure Kickstarter, o site arrecadou mais de US$ 2,9 milhões em doações (fora do projeto Double Fine) para projetos relacionados a videogames, em comparação com o total de US$ 1,7 milhão para a categoria nos dois anos anteriores, bem como aumentar o montante de financiamento destinado a projetos de todas as categorias. Em outubro, o Project Eternity ultrapassou o recorde de financiamento da Double Fine, sugerindo ainda que o modelo de crowdfunding continuará a fazer parte do cenário dos jogos.
O sucesso de Double Fine Adventure teve um impacto particularmente visível no gênero de aventura, inspirando vários outros desenvolvedores de jogos de aventura estabelecidos a usar o Kickstarter como um meio de retornar ao gênero. Nos meses seguintes ao seu lançamento, os criadores de Broken Sword, Gabriel Knight, Leisure Suit Larry, Space Quest e Tex Murphy todos conseguiram arrecadar valores superiores à meta original de Schafer de US$ 400.000.